# Якби каміння говорило...
«Якби каміння говорило…» (рос. «Если бы камни говорили...») — український радянський художній фільм 1957 року режисера Юрія Лисенка за мотивами «Бориславських оповідань» Івана Франка.

## Сюжет
Дія фільму відбувається на Західній Україні в другій половині XIX століття. Якби каміння говорили, вони б розповіли про любов і зраду, про надії, яким не судилося збутися, про гірку, безвихідну долю трударів…

## У ролях
- Генріх Осташевський — Іван
- Микола Козленко — Басараб
- Лариса Борисенко — Фрузя
- Неоніла Гнеповська — Ганка
- М. Морочковський — керуючий
- Коля Батуревич — Захарко
- Ганна Єгорова — Орина
- М. Гавриляк — Катря
- Касим Мухутдінов
- І. Білозір
- Іван Гузіков
- Іван Матвєєв — Шушма
- Палладій Білоконь — прикажчик
- Василь Козенко — прикажчик
- В епізодах: Василь Фущич, О. Соколова, Валентин Грудинін, Л. Цодикова, Д. Шевченко, В. Зинов'єв

## Творча група
- Режисер-постановник: Юрій Лисенко.
- Автори сценарію: Михайло Янукович, Юрій Лисенко
- Оператор-постановник: Вадим Верещак
- Художник-постановник: Георгій Прокопець
- Композитор: Георгій Майборода
- Звукооператор: М. Медведєв
- Асистенти режисера: Володимир Ляховецький, Д. Шевченко
- Асистент оператора: Павло Король
- Асистенти художника: Е. Лисенко, Валерій Новаков
- Комбіновані зйомки: оператор — Тетяна Чернишова, художник — Валентин Корольов
- Художник по гриму: К. Одинович
- Монтаж: С. Тесленко
- Редактор: Тихін Медведєв
- Оркестр Українського радіо, диригент — Костянтин Симеонов
- Директор фільму: Олексій Ярмольський